# Florian Seer
Florian Seer (né le 12 décembre 1976) est un ancien skieur alpin autrichien.

## Coupe du Monde
- Meilleur classement final : 35e en 2001.
- Meilleur résultat : 4e.